# Claudia Rivas
Claudia Rivas Vega (Guadalajara, 15 de junio de 1989) es una deportista mexicana que compite en triatlón y acuatlón.
Ganó una medalla de bronce en los Juegos Panamericanos de 2019 en triatlón. Además, obtuvo una medalla de oro en el Campeonato Mundial de Acuatlón de 2008.

## Palmarés internacional
| Juegos Panamericanos | Juegos Panamericanos | Juegos Panamericanos | Juegos Panamericanos |
| Año                  | Lugar                | Medalla              | Prueba               |
| -------------------- | -------------------- | -------------------- | -------------------- |
| 2019                 | Lima (Perú)          | Medalla de bronce    | Relevo mixto         |

| Campeonato Mundial | Campeonato Mundial | Campeonato Mundial | Campeonato Mundial |
| Año                | Lugar              | Medalla            | Prueba             |
| ------------------ | ------------------ | ------------------ | ------------------ |
| 2008               | Monterrey (México) | Medalla de oro     | Individual         |